# Douglas Pearce
Douglas Pearce, anche noto come Douglas P. (Sheerwater in Woking, Surrey, 27 aprile 1956), è un musicista britannico che risiede in Australia. È fondatore e frontman del gruppo musicale Death in June ed è proprietario dell'etichetta discografica indipendente New European Recordings.

## Biografia
Douglas Pearce nasce il 27 aprile 1956 e cresce a Sheerwater, un quartiere nella periferia di Londra che egli descriverà come un "ghetto della classe lavoratrice bianca". Il padre lavora come corriere per l'esercito e presta servizio durante la II Guerra Mondiale. Entrambi i genitori sono inglesi, anche se la madre dichiara di avere antenati scozzese-irlandesi. Il padre muore di infarto all'età di 56 anni, quando Pearce ne ha 13. Pearce cresce in quello che descrive come "un ambiente molto militarizzato, circondato dalla guerra", e per questo motivo ha "una naturale attrazione nei confronti della guerra". All'età di 18 anni Pearce lascia i genitori per girare l'Europa con l'autostop, dal che ritorno a casa come "un uomo completamente cambiato".
Pearce comincia la sua carriera musicale nel gruppo musicale britannico Crisis nel 1977. Quando il gruppo si scioglie, nel 1980, Pearce forma i Death In June assieme ad altri due ex componenti dei Crisis: Tony Wakeford (che in seguito andrà a formare i Sol Invictus) e Patrick Leagas (che in seguito formerà i Sixth Comm/Mother Destruction).
Nel 1981 Pearce fonda la New European Recordings, anche conosciuta come NER, etichetta inizialmente nata per pubblicare i lavori dei Death In June, ma che finirà per produrre anche opere di altri artisti legati indipendenti.
Nel 1985 Douglas P. diviene il solo membro costante dei Death In June, con una serie di ospiti a rotazione che fungono da collaboratori e componenti del gruppo durante i concerti dal vivo. Pearce continua a tutt'oggi a lavorare sotto il nome di Death In June.

## Vita privata
Da bambino Pearce viene fatto esorcizzare dai suoi genitori per una presunta possessione demoniaca, e, dopo la morte del padre, Douglas e la madre usano spesso la tavola Ouija. Pearce crede fermamente nel paranormale e nell'occulto e afferma di avere contatti con varie entità.
Douglas Pearce è apertamente gay, e ha dichiarato che "essere gay è una cosa fondamentale per i Death In June", dicendosi dispiaciuto che questo lato del suo progetto musicale non venga mai esplorato nelle interviste, parlando della mancanza di copertura da parte degli "increduli". Le sue influenze letterarie comprendono Yukio Mishima e Jean Genet, che egli ammira "non solamente perché il loro lavoro è brillante, ma anche perché erano gay. E questo significa molto."

## Filmografia
- Pearls Before Swine (1999)
- The Doctor - direct-to-video (2005)